# Rhizoprionodon taylori
Espèce
Statut de conservation UICN

 LC  : Préoccupation mineure
Rhizoprionodon taylori est une espèce de requins.